# ممشقة خشنة
ممشقة خشنة (الاسم العلمي: Dipsacus asper) هو نوع من النباتات يتبع جنس الممشقة من الفصيلة المعزية الورق.